# Thrall: Demonsweatlive
Thrall: Demonsweatlive – minialbum amerykańskiego zespołu Danzig. Wydany 25 maja 1993 roku. Zawiera dwa nowe utwory It´s Coming Down i The Violet Fire, przeróbkę utworu Elvisa Presleya Trouble, oraz cztery utwory koncertowe, które zostały nagrane podczas występu grupy w amfiteatrze Irvine Meadows w kalifornijskim mieście Irvine 31 października 1992 roku.
Do utworu It´s Coming Down został nakręcony teledysk wywołujący liczne kontrowersje, głównie związane ze scenami sadyzmu i masochizmu zmontowanymi z występem zespołu przed publicznością.

## Lista utworów
1. "It´s Coming Down" – 3:36
2. "The Violet Fire" – 4:58
3. "Trouble" – 3:22
4. "Snakes of Christ" – 4:18
5. "Am I Demon" – 4:21
6. "Sistinas" – 4:04
7. "Mother" – 3:36
8. "Mother '93" – 3:25[4]

## Twórcy
- Glenn Danzig – śpiew
- Eerie Von – gitara basowa
- John Christ – gitara
- Chuck Biscuits – perkusja
- Rick Rubin – produkcja

## Wydania
- Def American, 25 maja 1993, wydanie na zwykłej płycie CD, na płycie CD oraz winylowej z grafiką i na kasecie magnetofonowej, pojawiło się jednocześnie w Europie, w USA i w Australii, wydanie nie zawierało utworu Mother '93
- Def American, jesień 1993, wydanie zawierające ukryty utwór Mother '93
- American Recordings, grudzień 1994, wydanie europejskie, zawierające ukryty utwór Mother '93
- BMG, 1995
- American Recordings, czerwiec 1998, wydanie na płycie CD i na kasecie magnetofonowej

## Wideografia
- "It´s Coming Down" – Jonathan Reiss, 1993